# Hermann Mattutat

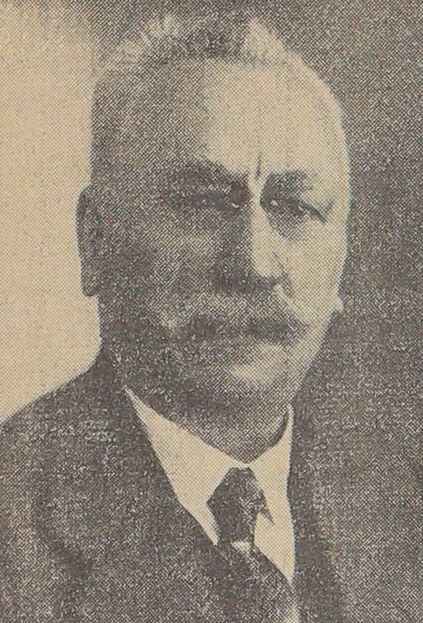
Hermann Mattutat, um 1930

Hermann Mattutat (* 24. Oktober 1861 in Charlottenburg; † 10. Mai 1937 in Stuttgart) war ein württembergischer Landtagsabgeordneter.

## Leben
Mattutat stammte aus einer Arbeiterfamilie. Nach dem Besuch der Volksschule lernte er Drechsler und besuchte anschließend die Kunstgewerbeschule in Berlin. Nach der Wanderschaft arbeitete er als Drechslergeselle und später als selbstständiger Drechslermeister in Berlin. 1894 wurde er Sekretär der  Bierboykottkommission in Berlin, ein Jahr später dann Redakteur der Zeitung Märkische Volksstimme in Frankfurt an der Oder. Noch im selben Jahr wechselte er zur Volkszeitung in Augsburg. 1898 wurde Mattutat dann Mitglied der SPD und zog nach Stuttgart, wo er bis 1920 als Arbeitersekretär arbeitete.
1898 kandidierte Mattutat erfolglos für den Reichstag. Von 1907 bis 1918 gehörte er der Württembergischen Kammer der Abgeordneten für die SPD an. Am 9. November 1918 wurde er zum Justizminister im ersten Kabinett von Wilhelm Blos ernannt, trat dieses Amt jedoch nicht an. 1919 kandidierte er für die Weimarer Nationalversammlung, wurde jedoch nicht gewählt. Er arbeitete stattdessen von 1920 bis 1925 im württembergischen Ministerium für Arbeit und Ernährung. Von 1903 bis 1920 gehörte Mattutat auch dem Bürgerausschuss bzw. dem Gemeinderat der Stadt Stuttgart an. Von 1928 war er daneben gewähltes Mitglied des Staatsgerichtshofs.
Nach seiner Versetzung in den einstweiligen Ruhestand 1925 war Mattutat bis 1927 Geschäftsführer des Gewerkschaftshauses in Stuttgart.